# Canthocamptus spelaeus
Canthocamptus spelaeus is een eenoogkreeftjessoort uit de familie van de Canthocamptidae. De wetenschappelijke naam van de soort is voor het eerst geldig gepubliceerd in 1925 door Chappuis.